# MUSIC VIBE.06〜feat.DJ SHUHO〜
「MUSIC VIBE.06 〜feat.DJ SHUHO〜」（ミュージック バイブ ゼロロク フィーチャリング ディージェー シュウホウは、ロックバンド・少年カミカゼの2枚目のシングル。

## 解説
3か月連続でのシングルリリース企画「Mission to 3on3」第1弾シングル（イメージカラーは青）。

## 収録曲
1. MUSIC VIBE.06 〜feat.DJ SHUHO〜
日本テレビ系『女優魂』2月エンディングテーマ
表題曲。インディーズでリリースした『NEXSTAR★』に収録されていた「MUSIC VIBE」のリメイクである。原曲でOZ（『NEXSTAR★』がリリースされる前に脱退したためサポートメンバー扱い）が務めていたターンテーブルパートはKICK THE CAN CREWのDJ SHUHOに変わっており、各パートも一新。ラップの歌詞も直されている。
原曲よりも演奏時間は長いが、それでも少年カミカゼのシングル表題曲中最短である。
1stアルバム『Stukizd!!!』、ベストアルバム『BEST』共に収録されている。
2. BEFORE RIOT
少年カミカゼの音源化された曲の中で演奏時間が最短の、アッポテンポな曲。
少年カミカゼがメジャーデビューする前最後のライブツアーの名前にもなっていた（直訳は「暴動の前」である）。
3. MUSIC VIBE.06 〜snow freak-ver2.0t mix〜
「MUSIC VIBE.06 〜feat.DJ SHUHO〜」北海道バージョン。降る雪をイメージした電子音がちりばめられている。
4. MUSIC VIBE.06 〜centrair boogie down mix〜
中部地方バージョン。ラップ部分のギターがなく（1番のラップはベースもない）、大サビ直前の「All right!!」は左右スピーカーの間を交互に移動する。
5. MUSIC VIBE.06 〜feat.DJ SHUHO dive to do-ton horic mix〜
関西地方バージョン。リミックス4曲で唯一DJ SHUHOが参加、ターンテーブルパートが表題曲よりも多い。
6. MUSIC VIBE.06 〜genkai mentai mix〜
九州地方バージョン。サビの部分ではサイレンを模した（「玄界灘」の「玄海」と「限界」または「厳戒」を掛けたとみられる）リードギターが目立つ（右チャンネルからのみの出力）。
7. MUSIC VIBE.06 〜inst mix〜

なお、「BEFORE RIOT」のカラオケ版は収録されていない（少年カミカゼのシングルでは、JA-G脱退後YuuKiが加入するまでドラムレスで活動していた時の2枚が、カップリングのカラオケ版を収録しない同様の形態をとっている）。
- クレジット
作詞:KAZZNORI（M1、M3〜M6）、SaCo&KAZZNORI（M2）
作曲:KAZZNORI（M1〜7）
編曲:Jazzy-KANAI&少年カミカゼ（M1〜M7）